# منتخب تركمانستان لكرة اليد للسيدات
منتخب تركمانستان لكرة اليد للسيدات هو الممثل الرسمي لتركمانستان في رياضة كرة اليد. شارك في بطولة آسيا لكرة اليد للسيدات مرتين وكانت المشاركة الأولى في سنة 2002، كان أفضل مركز له فيها هو السادس.